# 阿拉伯社会主义行动党
阿拉伯社会主义行动党(阿拉伯语：‎  ），泛阿拉伯主义政党，由阿拉伯民族主义者运动中的右翼分子组成，乔治·哈巴什任其总书记。其党报为《Tariq at-Thawra》。该党在伊拉克、约旦、黎巴嫩、巴勒斯坦及沙特阿拉伯均有支部。